# Марна-Ноуе
Марна-Ноуе (рум. Marna Nouă) — село у повіті Сату-Маре в Румунії. Входить до складу комуни Саніслеу.
Село розташоване на відстані 458 км на північний захід від Бухареста, 39 км на захід від Сату-Маре, 133 км на північний захід від Клуж-Напоки.

## Населення
За даними перепису населення 2002 року у селі проживали 355 осіб, усі — румуни. Усі жителі села рідною мовою назвали румунську.